# Lilianae
Lilianae este o denumire științifică utilizată pentru un supraordin botanic (care este un nivel superior ordinului). Acest supraordin include familia Liliaceae și ordinul Liliales. Terminațiile supraordinelor nu sunt standardizate de ICBN și un supraordin similar uneori este numit Liliiflorae.
Printre sistemele taxonomice vegetale care recunosc supraordinul Lilianae sunt sistemul Dahlgren și sistemul Thorne (1992): ambele plasându-l în subclasa Liliidae [=monocotiledonate] a clasei Magnoliopsida [=angiosperme].